# Хати (мифология)
Хати (др.-сканд. Hati — «ненавистник») — в скандинавской мифологии волк, каждую ночь преследующий Мани (луну), пытаясь его пожрать. Лунные затмения происходят, когда Хати слишком близко приближается к Мани.
Вероятно, вместе со своим братом Сколлем, который преследует Соль (солнце), являлся сыном или братом чудовищного волка Фенрира. Согласно прорицанию вёльвы, в день Рагнарёка они догонят и поглотят и Соль, и Мани.
В честь Хати назван один из спутников Сатурна.